# Pseudopyrausta
Pseudopyrausta és un gènere d'arnes de la família Crambidae. El gènere va ser creat per Hans Georg Amsel el 1956.

## Taxonomia
- Pseudopyrausta acutangulalis (Snellen, 1875)
- Pseudopyrausta craftsialis (Dyar, 1914)
- Pseudopyrausta cubanalis (Schaus, 1920)
- Pseudopyrausta marginalis (Dyar, 1914)
- Pseudopyrausta minima (Hedemann, 1894)
- Pseudopyrausta santatalis (Barnes & McDunnough, 1914)